# Keats-Shelley House

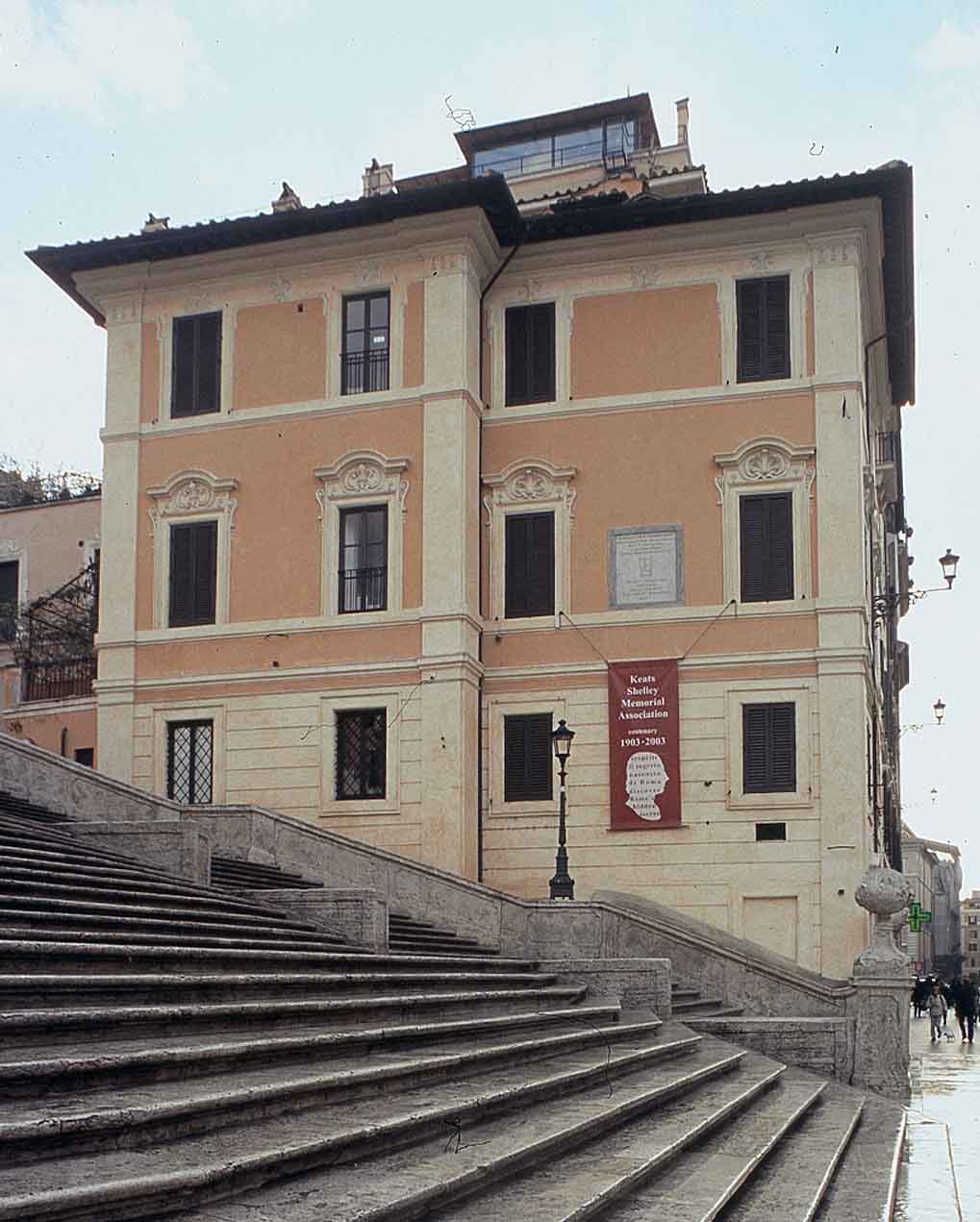
Am Fuße der Spanischen Treppe

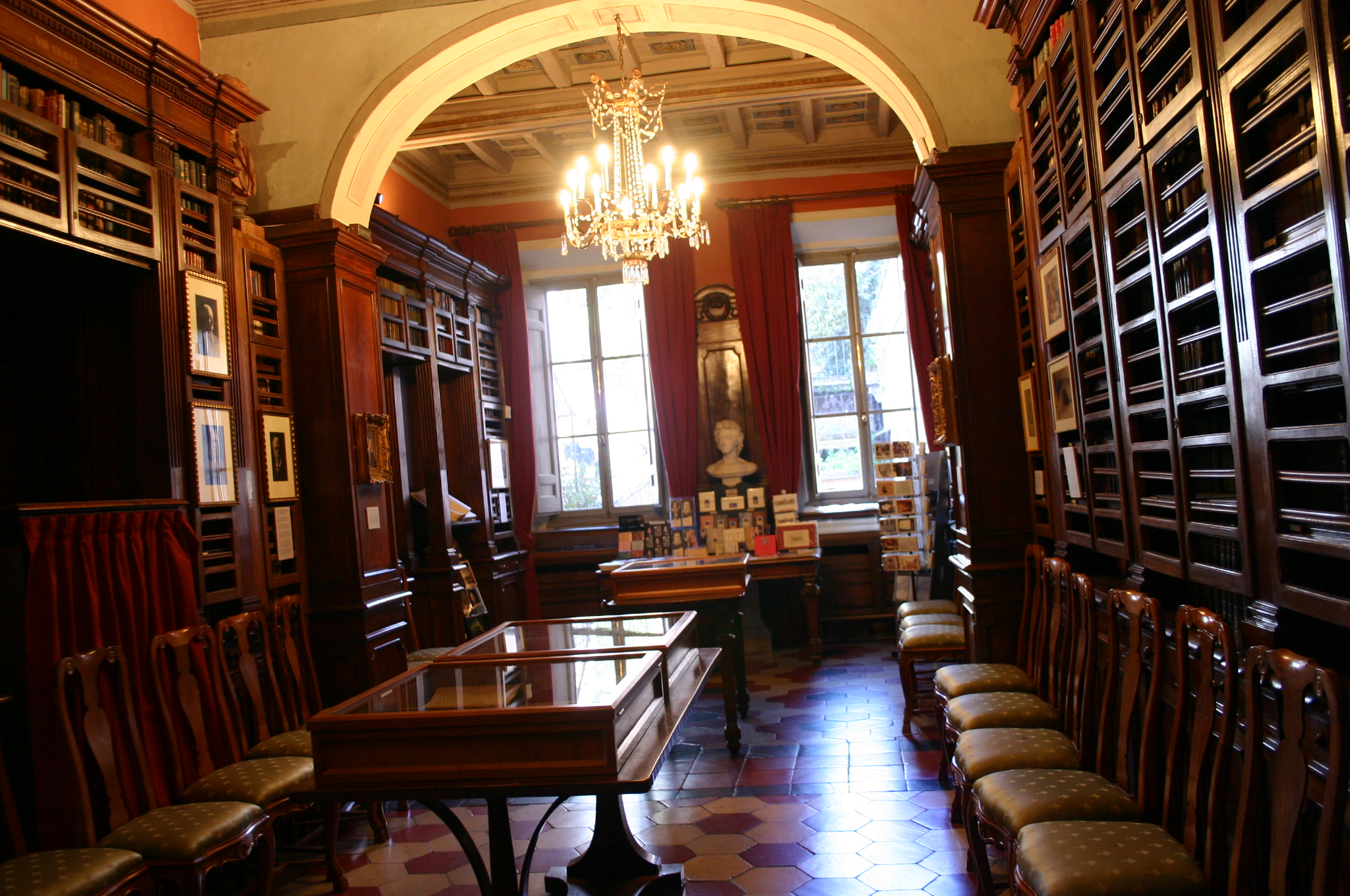
Die Bibliothek. Einsicht in die Bücher nur auf spezielle Anfrage

Das Keats-Shelley House ist ein römisches Literaturmuseum, das den Schriftstellern John Keats und Percy Shelley und den englischen, romantischen Dichtern, die von der Stadt angezogen wurden, gewidmet ist.
In dem an der Piazza di Spagna gelegenen Haus lebte John Keats von Mitte November 1820 an in drei Räumen, die er sich mit seinem Freund Joseph Severn teilte, bis er am 23. Februar 1821 hier starb. In dem Haus wohnte später auch der schwedische Arzt und Schriftsteller Axel Munthe. Seit der Eröffnung in Anwesenheit des italienischen Königs Viktor Emanuel III. am 3. April 1909 ist es der Öffentlichkeit zugänglich. Die Sammlung des Hauses enthält u. a. Manuskripte von Percy Bysshe Shelley, Lord Byron, Mary Shelley, William Wordsworth, Leigh Hunt, Joseph Severn und Oscar Wilde. Ebenso befindet sich im Haus eine auf englische Romantik spezialisierte Bibliothek von circa 8.000 Bänden, darunter Erstausgaben.
James Rennell Rodd verfasste über das Haus anlässlich der Museumsöffnung ein Gedicht.